# Bag of Tricks (Pellek)
Bag of Tricks è l'album di debutto del gruppo musicale norvegese PelleK, pubblicato il 30 maggio 2012 per la Liljegren Records.

## Tracce
1. Entrance – 1:54
2. Fugue State – 3:52
3. Reason and Psychosis – 3:23
4. Send My Message Home – 4:49
5. Thundernight – 3:34
6. Win – 4:06
7. Don't Belong – 4:01
8. Stare into My Eyes – 3:47
9. Born in Babylon – 4:39
10. Bag of Tricks – 3:58
11. Conflagrate My Heart – 3:15

## Formazione
Per Fredrik Åsly - voce, tastiera, basso in Fugue State